# Aneura crateriformis
Aneura crateriformis är en bladmossart som beskrevs av Furuki et D.G.Long. Aneura crateriformis ingår i släktet Aneura och familjen Aneuraceae. Inga underarter finns listade i Catalogue of Life.